# Catamenia
Catamenia är en finsk musikgrupp som spelar melodisk death- och black metal. 
Gruppen bildades 1995 av Riku Hopeakoski och Mika Tönning i Uleåborg och har hittills (2012) släppt tio fullängdsalbum. Catamenia betyder "menstruation".

## Medlemmar
Nuvarande medlemmar
- Mikko Hepo-Oja  – basgitarr, bakgrundssång (2003–2006, 2010– )
- Riku Hopeakoski – sologitarr, bakgrundssång (1995– ), keyboard (2001–2002)
- Tony Qvick – trummor, sång (2010– )
- Sauli Jauhiainen – gitarr (2010– )
- Juha-Matti Perttunen – sång (2010– )
- Jussi Sauvola – keyboard (2011– )

Tidigare medlemmar
- Timo Lehtinen – basgitarr (1995–2003)
- Toni Tervo – trummor (1995–1999)
- Sampo Ukkola – gitarr (1995–1999)
- Heidi Riihinen – keyboard (1995–2000)
- Mika Tönning – growl  (1995–2003)
- Kimmo Luttinen – trummor (1999–2001)
- Ari Nissilä – gitarr (2000–2010), bakgrundssång (2000–2008), sång (2002), growl (2008–2010)
- Janne Kusmin – trummor (2001–2002)
- Pietu – trummor (2002–2003)
- Tero Nevala – keyboard (2002–2006)
- Veikko Jumisko – trummor (2003–2007)
- Olli-Jukka Mustonen – growl (2003–2008)
- Toni Kansanoja – basgitarr (2005–2010), sång (2008–2010)
- Kari "Kakke" Vähäkuopus – sång (2006–2010), rytmgitarr (2010)
- Mikko Nevanlahti – trummor (2007–2010)

Bidragande musiker
- Antti Haapsamo – sång på "Location: COLD"
- Sir Luttinen – trummor (2000)
- Juho Raappana – trummor (studio) (2001)

## Diskografi
Demo
- Demo '95 (1995)
- Winds  (1996)

Studioalbum
- Halls of Frozen North (1998)
- Morning Crimson (1999)
- Eternal Winter's Prophecy (2000)
- Eskhata (2002)
- Chaos Born (2003)
- Winternight Tragedies (2005)
- Location: COLD (2006)
- VIII - The Time Unchained (2008)
- Cavalcade (2010)
- The Rewritten Chapters (2012)

Samlingsalbum
- Massacre's Classic Shape Edition (mini-album) (1999)
- The Best of Catamenia (2013)

Video
- Bringing The Cold To Poland (DVD) (2006)

Noterbart är att alla gruppens CD-skivor har vargar på omslagen.